# Mistaken Identity
Mistaken Identity är sångerskan Delta Goodrems andra skiva och gavs ut år 2004. Skivan innehåller en duett med Brian McFadden som heter Almost Here. 

## Låtlista
Australisk version
1. "Out of the Blue" (Guy Chambers, Goodrem) — 4:25
2. "The Analyst" (Chambers, Goodrem, Cathy Dennis) — 3:36
3. "Mistaken Identity" (Billymann, Goodrem) — 4:01
4. "Extraordinary Day" (Goodrem, Vince Pizzinga) — 4:16
5. "A Little Too Late" (Gary Barlow, Goodrem, Elliot Kennedy) — 3:30
6. "Be Strong" (Bridget Benenate, Matthew Gerrard, Goodrem) — 4:03
7. "Electric Storm" (Chambers, Goodrem, Dennis) — 4:12
8. "Almost Here" (Paul Barry, Brian McFadden, Mark Taylor) — 3:48
9. "Miscommunication" (Chambers, Goodrem) — 3:37
10. "Sanctuary" (Chambers, Goodrem, Dennis) — 3:50
11. "Last Night on Earth" (Billymann, Goodrem, Chris Rojas) — 4:10
12. "Fragile" (Goodrem, Adrian Hannan, Barbara Hannan) — 3:39
13. "Disorientated" (Goodrem, Pizzinga) — 4:16
14. "You Are My Rock" (Chambers, Goodrem) — 3:25
15. "Nobody Listened" (dolt spår) (Goodrem, Pizzinga) — 4:18

Internationell version
1. "Out of the Blue" — 4:25
2. "The Analyst" — 3:36
3. "Mistaken Identity" — 4:01
4. "Sanctuary" — 3:50
5. "A Little Too Late" — 3:30
6. "Be Strong" — 4:03
7. "Last Night on Earth" — 4:10
8. "Almost Here"  3:48
9. "Miscommunication" — 3:37
10. "Electric Storm" — 4:12
11. "Extraordinary Day" — 4:16
12. "Fragile" — 4:09
13. "Disorientated" — 4:16 (bonussång)
14. "You Are My Rock" — 3:25 (bonussång)